# Lasioglossum sphecodicolor
Lasioglossum sphecodicolor är en biart som beskrevs av Sakagami och Osamu Tadauchi 1995. Lasioglossum sphecodicolor ingår i släktet smalbin, och familjen vägbin. Inga underarter finns listade i Catalogue of Life.